# Гусман де Альфараче
«Жизнеописание Гусма́на де Альфара́че, наблюдателя жизни человеческой» (исп. La vida de Guzmán de Alfarache, atalaya de la vida humana) — плутовской роман в двух томах испанского писателя Матео Алемана.  Первая часть была опубликована в 1599 году, вторая в 1604. Первая часть сразу же приобрела такую популярность, что в 1602 году валенсийский адвокат Хуан Марти (под псевдонимом Матео Лухан) опубликовал апокрифическую вторую часть.
Роман написан от первого лица и считается одним из первых безусловных представителей жанра плутовского романа, после анонимного «Ласарильо с Тормеса». «Гусман де Альфараче» напоминает мрачную и пессимистичную проповедь, Алеману не чужды морализаторство и сподвижничество к аскетичному образу жизни. Произведение пропитано настроением контрреформации. В первые же годы роман был переведён на несколько европейских языков и несколько раз переиздан, правда, этот успех не принес автору богатства.
На русский язык роман был переведён Евгенией Лысенко (1-я часть), Н. Поляк (2-я часть) и Юрием Корнеевым (стихотворные вставки).

## Публикации текста
- Алеман М. Гусман де Альфараче. Роман в двух частях. Часть первая / Пер. Е. Лысенко, Ю. Корнеева. — М.: ГИХЛ, 1963. — 480 с. — 75 000 экз.
- Алеман М. Жизнеописание Гусмана де Альфараче, наблюдателя жизни человеческой. Часть вторая, написанная Матео Алеманом, истинным её автором / Пер. Н. Поляк, Ю. Корнеева. — М.: ГИХЛ, 1963. — 568 с. — 75 000 экз.